# Agelaea poggeana
Agelaea poggeana är en tvåhjärtbladig växtart som beskrevs av Ernest Friedrich Gilg. Agelaea poggeana ingår i släktet Agelaea och familjen Connaraceae. Inga underarter finns listade i Catalogue of Life.